# 김동건 (야구인)
김동건(金東建, 1982년 3월 7일 ~ )은 전 KBO 리그 NC 다이노스의 내야수이다.

## 선수 시절

### 아마추어 시절
춘천고등학교 시절 고교야구 유격수 1,2위를 다투는 유망주였으며 채태인, 김태균 등과 함께 박찬호 장학금을 받았다.

### SK 와이번스시절
춘천고를 졸업하고 2001년에 2차 1순위 지명을 받아 입단했으나 입단 첫 해 7경기 출전에 그치는 등 1군 기록이 거의 없었다.

### 상무 야구단시절
2005년에 군 복무를 마쳤다.

### SK 와이번스복귀
제대 후 2006년에 24경기에 출전했고, 2007년에는 10경기에 나왔지만 10타석에 들어서는 동안 단 1안타도 쳐 내지 못했다.
2008년 10월 3일 KIA 타이거즈전에서 데뷔 첫 홈런을 기록했다. 하지만 더 이상의 활약은 없었고, 2009년에는 4경기에 출전한 것이 전부였으며 이마저도 무안타였다. 2009년 시즌 후 방출됐다.

### NC 다이노스시절
방출 후 아마추어 선수들을 위한 실내 연습장을 운영하다가, 2011년에 트라이아웃에 참가해 합격해서 입단하였다. 팀의 첫 번째 주장으로 선임돼 2012년에 팀을 이끌었다. 하지만 2013년 시즌에 기회를 잡지 못하고 퓨처스 리그에서도 부진에 빠져 시즌 후 방출됐다.

## 야구선수 은퇴 후
2014년부터 경찰 야구단의 수비 코치로 활동했다.

## 출신 학교
- 서울 성동초등학교
- 잠신중학교
- 춘천고등학교

## 통산 기록
| 년도 | 팀 | 타율  | 경기수 | 타수 | 득점 | 안타 | 2루타 | 3루타 | 홈런 | 타점 | 도루 | 도루 실패 | 4사구 | 삼진 | 병살타 | 실책 |
| ---- | -- | ----- | ------ | ---- | ---- | ---- | ----- | ----- | ---- | ---- | ---- | --------- | ----- | ---- | ------ | ---- |
| 2001 | SK | 0.200 | 7      | 5    | 1    | 1    | 0     | 0     | 0    | 1    | 0    | 0         | 1     | 1    | 1      | 1    |
| 2002 | SK | 0.167 | 10     | 6    | 0    | 1    | 0     | 0     | 0    | 0    | 0    | 0         | 0     | 4    | 0      | 0    |
| 2003 | SK | 0.000 | 2      | 0    | 0    | 0    | 0     | 0     | 0    | 0    | 0    | 0         | 0     | 0    | 0      | 0    |
| 2006 | SK | 0.156 | 21     | 32   | 3    | 5    | 1     | 1     | 0    | 1    | 0    | 0         | 4     | 10   | 0      | 1    |
| 2007 | SK | 0.000 | 10     | 10   | 1    | 0    | 0     | 0     | 0    | 1    | 0    | 0         | 0     | 1    | 1      | 0    |
| 2008 | SK | 0.269 | 14     | 26   | 2    | 7    | 0     | 0     | 1    | 3    | 0    | 0         | 0     | 7    | 0      | 1    |
| 2009 | SK | 0.000 | 4      | 3    | 0    | 0    | 0     | 0     | 0    | 0    | 0    | 0         | 2     | 1    | 1      | 0    |
| 2013 | NC | 0.125 | 8      | 16   | 1    | 2    | 0     | 0     | 1    | 1    | 0    | 0         | 1     | 7    | 0      | 2    |
| 통산 |    | 0.163 | 76     | 98   | 8    | 16   | 1     | 1     | 2    | 7    | 0    | 0         | 8     | 31   | 3      | 5    |

## 참조
1. ↑  고교 야구선수 7명, 박찬호 장학금 받아 - 연합뉴스
2. ↑  SK, '83승이요'… 연장 13회 김동건 결승 스리런 - 조이뉴스24
3. ↑  NC 주장 김동건, 30대에 새로 여는 야구 인생 - 스포츠조선
4. ↑  NC, 황덕균·한윤기·박정훈·김동건 방출 - 경남도민일보